# Hemimorina orillata
Hemimorina orillata är en fjärilsart som beskrevs av Alpheus Spring Packard 1873. Hemimorina orillata ingår i släktet Hemimorina och familjen mätare. Inga underarter finns listade i Catalogue of Life.